# Plaza de los Treinta y Tres
Plaza de los Treinta y Tres è una piazza di Montevideo, capitale dell'Uruguay.
Situata nel quartiere Cordón, tra Avenida 18 de Julio e le vie Minas, Colonia e Magallanes, nacque nel 1833 per iniziativa dei cittadini, dopo che la stessa piazza fu dichiarata proprietà pubblica per scopi commerciali. Originariamente chiamata Plaza de Artola, ricevette il nome attuale con decreto del Ministro della guerra e della marina l'8 novembre 1856. Nel 1871 fu trasformata in una area ricreativa. Nel 1892 fu ridisegnata dal paesaggista Édouard André. Nel 1930 acquisì  nuovamente un moderno aspetto. Sono state eseguite ulteriori modifiche strutturali nel 1982, 1998 e 2000 da parte dell'Intendenza municipale di Montevideo.
Dal 1975 la piazza è classificata come Monumento storico nazionale.